# Massimo Lenchantin de Gubernatis
Massimo Lenchantin de Gubernatis (Torino, 17 febbraio 1884 – Pavia, 24 settembre 1950) è stato un latinista e metricista italiano.

## Biografia
Insegnò al Liceo Baldessano di Carmagnola, al Liceo classico Cavour e al Liceo Alfieri di Torino, all'Università di Cagliari e di Pavia. Curò edizioni di scrittori classici (anche con commenti per l'insegnamento: le Odi di Orazio, i Carmi di Catullo, etc.)
Molto usati nelle scuole furono il suo Manuale di prosodia e metrica greca e il Manuale di prosodia e metrica latina. In particolare, quest'ultimo fu scritto a Pavia e terminato il 21 aprile 1934 (come si può leggere nella prefazione); la dedica, all'inizio del volume, è: A mia moglie Tyte quoniam concordes egimus annos auferat hora duos eadem...
Fu socio di numerose istituzioni: dal 1931, dell'Accademia virgiliana di Mantova, dell'Accademia Ligustica, della Société de linguistique e della Société des études latines di Parigi; dal 1934 fu socio dell'Accademia umanistica di Szeged, in Ungheria, e della Società nazionale per la storia del Risorgimento italiano; dal 1938 fu socio corrispondente del Regio Istituto lombardo di scienze e lettere.

## Onorificenze
Fu cavaliere dell'Ordine della Corona d'Italia.

## Principali pubblicazioni
- Cornelii Taciti libri ab excessu divi Augusti I-VI, Scriptores Graeci et Latini consilio Regiae Academiae Italicae editi, Romae, 1940 (xviii e.f.), Istituto Poligrafico dello Stato
- Il libro di Catullo Veronese, Collezione dei classici greci e latini, Casa Editrice Chiantore, Torino, 1943 (xxi e.f.)
- Manuale di prosodia e metrica latina ad uso delle scuole, Casa Editrice Giuseppe Principato, Milano-Messina, 1965
- Manuale di prosodia e metrica greca ad uso delle scuole, Casa Editrice Giuseppe Principato, Milano-Messina, 1947